# Harpactognathus gentryi
Harpactognathus (il cui nome significa "mascella che afferra") è un genere estinto di pterosauro ramphorhynchidae vissuto nel Giurassico superiore (Kimmeridgiano) in quello che oggi è il Wyoming, Stati Uniti. Il genere contiene una singola specie, la specie tipo H. gentryii, nota con certezza sulla base di un singolo rostro incompleto (parte anteriore del cranio) trovato nel 1996 nella cava di Bone Cabin, sebbene una mandibola e un omero incompleti, provenienti dalla stessa cava, siano stati provvisoriamente attribuiti ad Harpactognathus. Il rostro fu successivamente descritto dal paleontologo Kenneth Carpenter e colleghi nel 2003, che nominarono la specie in onore di Joe Gentry, un volontario dei Western Paleontological Laboratories di Lehi, Utah.
Harpactognathus è uno pterosauro di grandi dimensioni, con un'apertura alare stimata a circa 2,5 metri e una lunghezza totale del cranio stimata a circa 28-30 centimetri, il che lo rende uno dei più grandi pterosauri non-pterodactyloidi conosciuti. Il rostro di Harpactognathus è robusto, ampio e più largo che alto. Lungo la linea mediana del cranio si trova una cresta premascellare che in vita potrebbe essere stata estesa da tessuti molli formando una cresta cranica utilizzata per attrarre un compagno o come caratteristica sessuale. A causa della mancanza di altri resti, gran parte dell'anatomia dell'animale è sconosciuta e può essere dedotta solo attraverso taxa correlati. Quando Harpactognathus venne descritto, fu assegnato alla sottofamiglia Scaphognathinae all'interno dei Rhamphorhynchidae, un gruppo di pterosauri non-pterodactyloidi dotati di una lunga coda e musi dentati, ma successive scoperte di grandi ranphorhynchidi, come Sericipterus e Angustinaripterus che mostrano caratteristiche affini ad Harpactognathus, suggeriscono che appartenesse invece alla sottofamiglia Rhamphorhynchinae. In base alla sua dentatura, robustezza e origine, Harpactognathus era probabilmente un carnivoro terrestre che viveva in prossimità di zone d'acqua dolce, in contrasto con lo stile di vita piscivoro di altri pterosauri correlati, come Rhamphorhynchus.
Harpactognathus venne rinvenuto negli strati della Formazione Morrison, che ospita una grande varietà di altri fossili giurassici. A causa della tafonomia della formazione i resti di pterosauri sono molto rari e spesso estremamente frammentari. Tuttavia, oltre ad Harpactognathus sono altri pterosauri dalla formazione tra cui Mesadactylus e Dermodactylus, oltre a molti pterosauri senza nome conosciuti per resti frammentari. Oltre agli pterosauri, la Formazione Morrison conserva fossili di molti diverse specie di dinosauri, tra cui sauropodi, teropodi e ornitischi, oltre a coccodrilli, mammiferi, lucertole, tartarughe e invertebrati.

## Descrizione
Harpactognathus è definitivamente noto da un singolo rostro incompleto che misura 130 millimetri di lunghezza conservata e 42,5 millimetri nel suo punto più largo conservato, con una lunghezza del cranio completo stimato a circa 280-300 millimetri. Queste dimensioni sono eccezionalmente grandi per un rhanphorhynchide, indicando un'apertura alare stimata di almeno 2,5 metri. Ciò rende Harpactognathus uno dei più grandi pterosauri non-pterodactyloidi conosciuti, paragonabile per dimensioni a Sericipterus, Angustinaripterus, il più grande Rhamphorhynchus, e Dearc.

### Cranio

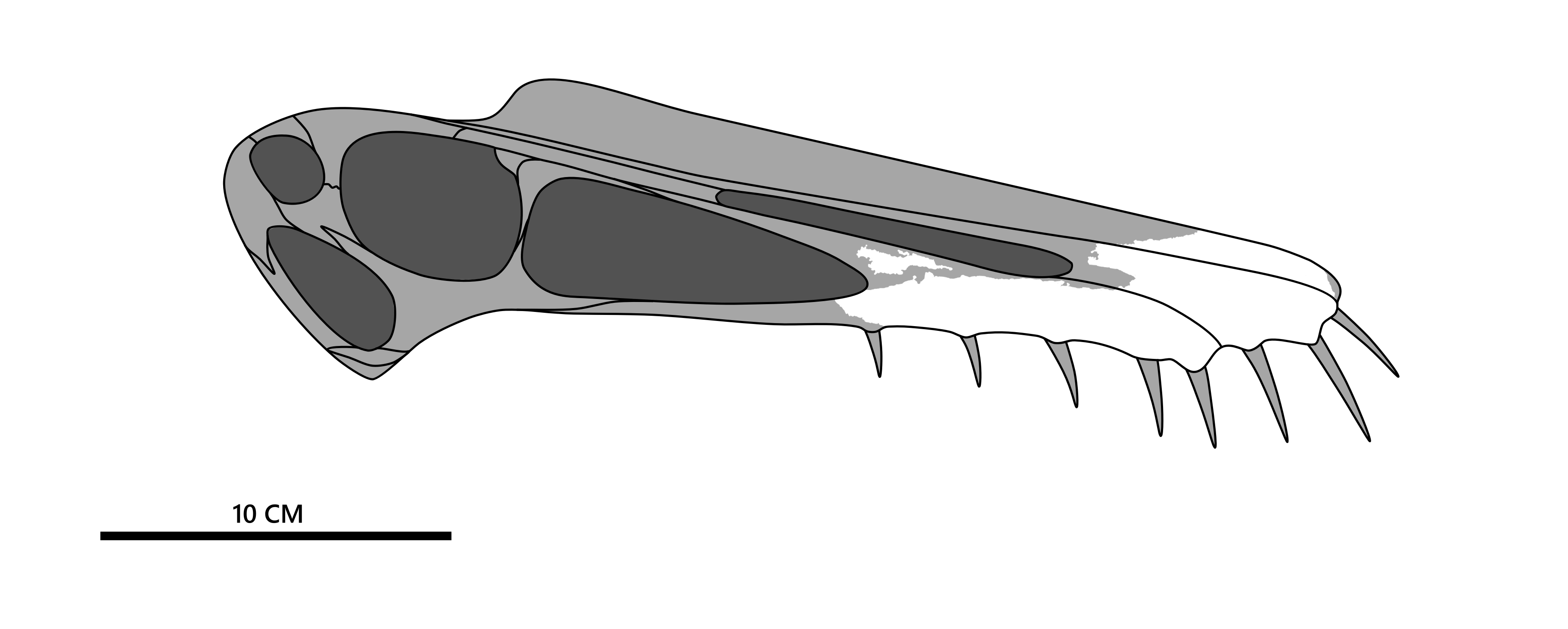
Ricostruzione del cranio di Harpactognathus, con materiale conservato in bianco

Gran parte del cranio è mancante e la porzione preservata è compressa dorsoventralmente per cause tafonomiche. La regione rostrale stessa è estremamente ampia e in vita sarebbe stata più larga che alta, una caratteristica assente in molti rhamphorynchidi. L'apice del rostro è mancante, ma la premascella è conservata. La premascella si assottiglia anteriormente e forma una punta appuntita composta dalle due premascelle fuse. La premascella differisce da quelle di altri rhamphorynchidi in quanto presenta una sottile cresta che si estende sopra le narici, dalla punta della premascella fino probabilmente al resto del cranio. Questo è un tratto diagnostico (un tratto unico di un genere o di una specie) di Harpactognathus che non si trova in nessun altro taxon correlato. Tuttavia, gran parte di questa cresta premascellare è mancante nell'olotipo. Le sue narici sono strette, allungate e presentano aperture con angoli acuti alle estremità posteriore e anteriore, una caratteristica riscontrata anche in Rhamphorhynchus e Dorygnathus. Per quanto riguarda la mascella, il suo corpo principale è convesso e la mascella si estende per tutta la lunghezza del rostro.
Nel complesso, la silhouette della mascella è simile a quella di Scaphognathus e Sordes, sebbene la sua robustezza sia più simile a quella di Sericipterus. Alla sua estremità posteriore, la mascella è divisa in un processo giugale e un robusto processo nasale. La mascella termina posteriormente alla finestra antorbitale. La parete mascellare della finestra antorbitale presenta una fossa triangolare poco profonda sul suo bordo anteriore, una caratteristica assente in altri generi di rhanphorhynchidi. Il palato è piatto, composto da mascella, premascella e i palatini ed è profondamente incassato. Sull'estremità posteriore del palato si trova un paio di coane (narici interne) ovali, allungate e separate da una barra mediale. Sulle superfici laterali smerlate della premascella e della mascella si trovano ampi spazi tra gli alveoli, una caratteristica diagnostica di Harpactognathus. Queste superfici smerlate sono sorprendenti, essendo visibili sia nella vista dorsale che laterale.

## Classificazione

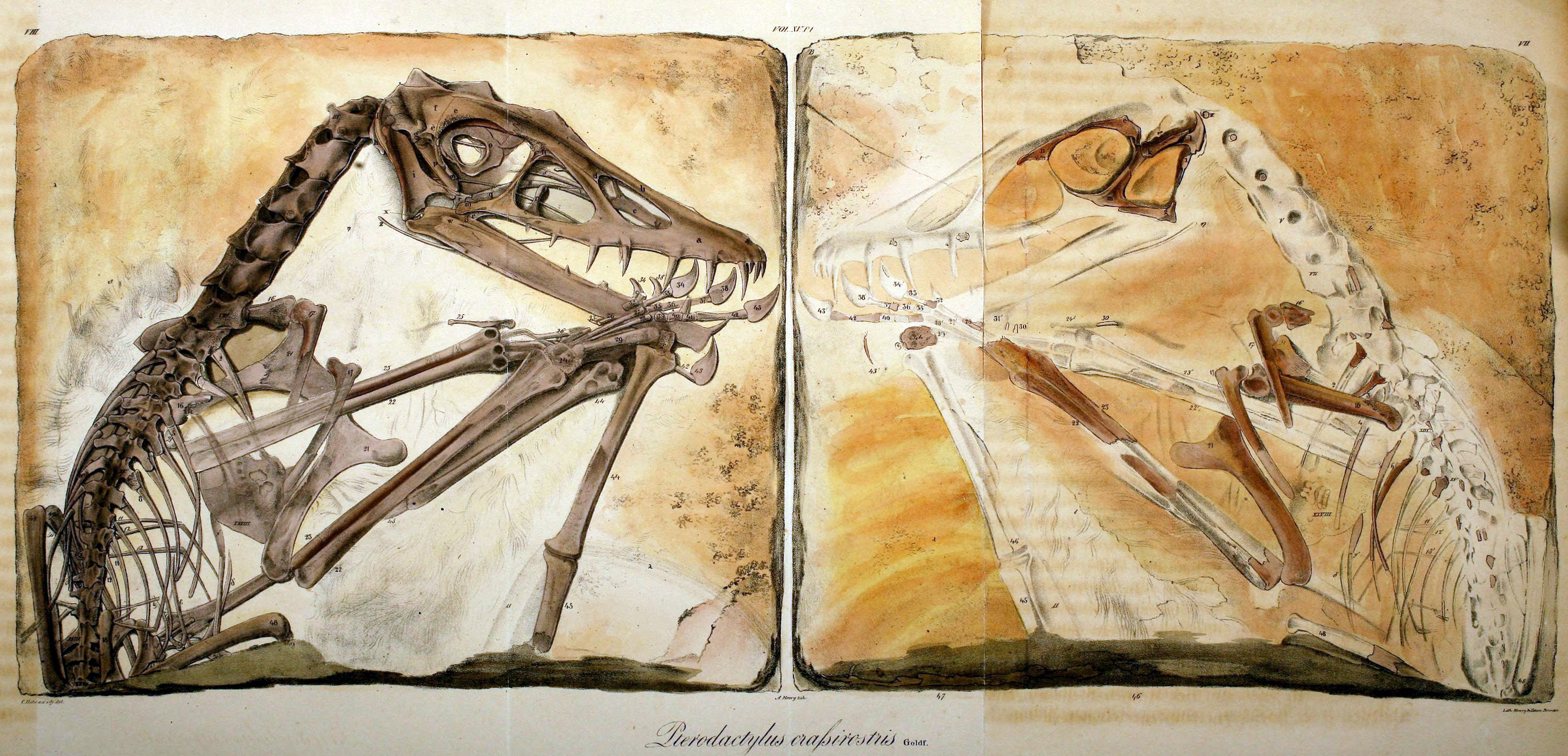
Illustrazione dello scheletro di Scaphognathus, un presunto parente di Harpactognathus

Harpactognathus è un genere della famiglia Rhamphorhynchidae, tuttavia la sua posizione all'interno della famiglia è incerta. Harpactognathus non ha l'anatomia del cranio profondo osservata nei non-pterodactyloidi basali, come dimorfodonti e anurognathidi, o la finestra nasoantorbitale vista nei pterodactyloidi, consentendogli di essere classificato come rhamphorhynchide o campylognathide. Tuttavia, Harpactognathus non può essere classificato come un campylognathide in base al numero di denti e all'anatomia degli alveoli. Rhamphorhynchidae contiene due sottofamiglie; Rhamphorhynchinae e Scaphognathinae. I rhanphorhynchini si distinguono dagli scaphognathini per i loro crani snelli, colli flessibili e denti orientati lateralmente. Al contrario, gli scaphognathini hanno crani profondi con denti che si incastrano verticalmente e colli robusti.
Quando venne descritto per la prima volta, Harpactognathus venne classificato all'interno della sottofamiglia Scaphognathinae in base al numero di denti, con tutti i denti ampiamente distanziati l'uno dall'altro. Inoltre, condivide un rostro anteriore dorsalmente flesso che crea una curva all'estremità del muso vista in altri scaphognathini. La forma e le proporzioni del rostro così come l'anatomia degli alveoli sono paragonabili a quelle di Scaphognathus, sebbene Scaphognathus non abbia i tratti diagnostici di Harpactognathus. Tuttavia, un'analisi filogenetica eseguita da Andres e Xing (2010) ha recuperato Harpactognathus in Rhamphorhynchinae come un parente stretto di altri grandi rhamphorhynchinae come Angustinaripterus e Sericipterus, entrambi ora classificati all'interno della tribù Angustinaripterini. Harpactognathus è simile a questi generi in quanto ha un rostro espanso, una cresta premascellare, un insieme di denti orientati ventrolateralmente (verso il basso e di lato) e un margine del rostro ondulato. Harpactognathus potrebbe appartenere alla tribù Angustinaripterini, tuttavia non è stato incluso nell'analisi filogenetica condotta da Jagielska et al. (2024) a causa della sua natura frammentaria.
Il cladogramma dei Rhamphorynchidae qui sotto è il risultato di una vasta analisi filogenetica pubblicata da Andres & Myers (2013):
|  | Scaphognathus crassirostris |
|  |                             |

|  | Cacibupteryx caribensis   |
|  |                           |
|  | Nesodactylus hesperius    |
|  |                           |
|  | Rhamphorhynchus muensteri |
|  |                           |

|  | Harpactognathus gentryii                                                                       |
|  |                                                                                                |
|  | \| \| Angustinaripterus longicephalus \| \| \| \| \| \| Sericipterus wucaiwanensis \| \| \| \| |
|  |                                                                                                |
|  | Angustinaripterus longicephalus                                                                |
|  |                                                                                                |
|  | Sericipterus wucaiwanensis                                                                     |
|  |                                                                                                |

|  | Angustinaripterus longicephalus |
|  |                                 |
|  | Sericipterus wucaiwanensis      |
|  |                                 |

|  | Cacibupteryx caribensis   |
|  |                           |
|  | Nesodactylus hesperius    |
|  |                           |
|  | Rhamphorhynchus muensteri |
|  |                           |

|  | Harpactognathus gentryii                                                                       |
|  |                                                                                                |
|  | \| \| Angustinaripterus longicephalus \| \| \| \| \| \| Sericipterus wucaiwanensis \| \| \| \| |
|  |                                                                                                |
|  | Angustinaripterus longicephalus                                                                |
|  |                                                                                                |
|  | Sericipterus wucaiwanensis                                                                     |
|  |                                                                                                |

|  | Angustinaripterus longicephalus |
|  |                                 |
|  | Sericipterus wucaiwanensis      |
|  |                                 |

|  | Cacibupteryx caribensis   |
|  |                           |
|  | Nesodactylus hesperius    |
|  |                           |
|  | Rhamphorhynchus muensteri |
|  |                           |

|  | Harpactognathus gentryii                                                                       |
|  |                                                                                                |
|  | \| \| Angustinaripterus longicephalus \| \| \| \| \| \| Sericipterus wucaiwanensis \| \| \| \| |
|  |                                                                                                |
|  | Angustinaripterus longicephalus                                                                |
|  |                                                                                                |
|  | Sericipterus wucaiwanensis                                                                     |
|  |                                                                                                |

|  | Angustinaripterus longicephalus |
|  |                                 |
|  | Sericipterus wucaiwanensis      |
|  |                                 |

|  | Cacibupteryx caribensis   |
|  |                           |
|  | Nesodactylus hesperius    |
|  |                           |
|  | Rhamphorhynchus muensteri |
|  |                           |

|  | Harpactognathus gentryii                                                                       |
|  |                                                                                                |
|  | \| \| Angustinaripterus longicephalus \| \| \| \| \| \| Sericipterus wucaiwanensis \| \| \| \| |
|  |                                                                                                |
|  | Angustinaripterus longicephalus                                                                |
|  |                                                                                                |
|  | Sericipterus wucaiwanensis                                                                     |
|  |                                                                                                |

|  | Angustinaripterus longicephalus |
|  |                                 |
|  | Sericipterus wucaiwanensis      |
|  |                                 |

|  | Scaphognathus crassirostris |
|  |                             |

|  | Cacibupteryx caribensis   |
|  |                           |
|  | Nesodactylus hesperius    |
|  |                           |
|  | Rhamphorhynchus muensteri |
|  |                           |

|  | Harpactognathus gentryii                                                                       |
|  |                                                                                                |
|  | \| \| Angustinaripterus longicephalus \| \| \| \| \| \| Sericipterus wucaiwanensis \| \| \| \| |
|  |                                                                                                |
|  | Angustinaripterus longicephalus                                                                |
|  |                                                                                                |
|  | Sericipterus wucaiwanensis                                                                     |
|  |                                                                                                |

|  | Angustinaripterus longicephalus |
|  |                                 |
|  | Sericipterus wucaiwanensis      |
|  |                                 |

|  | Cacibupteryx caribensis   |
|  |                           |
|  | Nesodactylus hesperius    |
|  |                           |
|  | Rhamphorhynchus muensteri |
|  |                           |

|  | Harpactognathus gentryii                                                                       |
|  |                                                                                                |
|  | \| \| Angustinaripterus longicephalus \| \| \| \| \| \| Sericipterus wucaiwanensis \| \| \| \| |
|  |                                                                                                |
|  | Angustinaripterus longicephalus                                                                |
|  |                                                                                                |
|  | Sericipterus wucaiwanensis                                                                     |
|  |                                                                                                |

|  | Angustinaripterus longicephalus |
|  |                                 |
|  | Sericipterus wucaiwanensis      |
|  |                                 |

|  | Cacibupteryx caribensis   |
|  |                           |
|  | Nesodactylus hesperius    |
|  |                           |
|  | Rhamphorhynchus muensteri |
|  |                           |

|  | Harpactognathus gentryii                                                                       |
|  |                                                                                                |
|  | \| \| Angustinaripterus longicephalus \| \| \| \| \| \| Sericipterus wucaiwanensis \| \| \| \| |
|  |                                                                                                |
|  | Angustinaripterus longicephalus                                                                |
|  |                                                                                                |
|  | Sericipterus wucaiwanensis                                                                     |
|  |                                                                                                |

|  | Angustinaripterus longicephalus |
|  |                                 |
|  | Sericipterus wucaiwanensis      |
|  |                                 |

|  | Cacibupteryx caribensis   |
|  |                           |
|  | Nesodactylus hesperius    |
|  |                           |
|  | Rhamphorhynchus muensteri |
|  |                           |

|  | Harpactognathus gentryii                                                                       |
|  |                                                                                                |
|  | \| \| Angustinaripterus longicephalus \| \| \| \| \| \| Sericipterus wucaiwanensis \| \| \| \| |
|  |                                                                                                |
|  | Angustinaripterus longicephalus                                                                |
|  |                                                                                                |
|  | Sericipterus wucaiwanensis                                                                     |
|  |                                                                                                |

|  | Angustinaripterus longicephalus |
|  |                                 |
|  | Sericipterus wucaiwanensis      |
|  |                                 |

|  | Scaphognathus crassirostris |
|  |                             |

|  | Cacibupteryx caribensis   |
|  |                           |
|  | Nesodactylus hesperius    |
|  |                           |
|  | Rhamphorhynchus muensteri |
|  |                           |

|  | Harpactognathus gentryii                                                                       |
|  |                                                                                                |
|  | \| \| Angustinaripterus longicephalus \| \| \| \| \| \| Sericipterus wucaiwanensis \| \| \| \| |
|  |                                                                                                |
|  | Angustinaripterus longicephalus                                                                |
|  |                                                                                                |
|  | Sericipterus wucaiwanensis                                                                     |
|  |                                                                                                |

|  | Angustinaripterus longicephalus |
|  |                                 |
|  | Sericipterus wucaiwanensis      |
|  |                                 |

|  | Cacibupteryx caribensis   |
|  |                           |
|  | Nesodactylus hesperius    |
|  |                           |
|  | Rhamphorhynchus muensteri |
|  |                           |

|  | Harpactognathus gentryii                                                                       |
|  |                                                                                                |
|  | \| \| Angustinaripterus longicephalus \| \| \| \| \| \| Sericipterus wucaiwanensis \| \| \| \| |
|  |                                                                                                |
|  | Angustinaripterus longicephalus                                                                |
|  |                                                                                                |
|  | Sericipterus wucaiwanensis                                                                     |
|  |                                                                                                |

|  | Angustinaripterus longicephalus |
|  |                                 |
|  | Sericipterus wucaiwanensis      |
|  |                                 |

|  | Cacibupteryx caribensis   |
|  |                           |
|  | Nesodactylus hesperius    |
|  |                           |
|  | Rhamphorhynchus muensteri |
|  |                           |

|  | Harpactognathus gentryii                                                                       |
|  |                                                                                                |
|  | \| \| Angustinaripterus longicephalus \| \| \| \| \| \| Sericipterus wucaiwanensis \| \| \| \| |
|  |                                                                                                |
|  | Angustinaripterus longicephalus                                                                |
|  |                                                                                                |
|  | Sericipterus wucaiwanensis                                                                     |
|  |                                                                                                |

|  | Angustinaripterus longicephalus |
|  |                                 |
|  | Sericipterus wucaiwanensis      |
|  |                                 |

|  | Cacibupteryx caribensis   |
|  |                           |
|  | Nesodactylus hesperius    |
|  |                           |
|  | Rhamphorhynchus muensteri |
|  |                           |

|  | Harpactognathus gentryii                                                                       |
|  |                                                                                                |
|  | \| \| Angustinaripterus longicephalus \| \| \| \| \| \| Sericipterus wucaiwanensis \| \| \| \| |
|  |                                                                                                |
|  | Angustinaripterus longicephalus                                                                |
|  |                                                                                                |
|  | Sericipterus wucaiwanensis                                                                     |
|  |                                                                                                |

|  | Angustinaripterus longicephalus |
|  |                                 |
|  | Sericipterus wucaiwanensis      |
|  |                                 |

|  | Scaphognathus crassirostris |
|  |                             |

|  | Cacibupteryx caribensis   |
|  |                           |
|  | Nesodactylus hesperius    |
|  |                           |
|  | Rhamphorhynchus muensteri |
|  |                           |

|  | Harpactognathus gentryii                                                                       |
|  |                                                                                                |
|  | \| \| Angustinaripterus longicephalus \| \| \| \| \| \| Sericipterus wucaiwanensis \| \| \| \| |
|  |                                                                                                |
|  | Angustinaripterus longicephalus                                                                |
|  |                                                                                                |
|  | Sericipterus wucaiwanensis                                                                     |
|  |                                                                                                |

|  | Angustinaripterus longicephalus |
|  |                                 |
|  | Sericipterus wucaiwanensis      |
|  |                                 |

|  | Cacibupteryx caribensis   |
|  |                           |
|  | Nesodactylus hesperius    |
|  |                           |
|  | Rhamphorhynchus muensteri |
|  |                           |

|  | Harpactognathus gentryii                                                                       |
|  |                                                                                                |
|  | \| \| Angustinaripterus longicephalus \| \| \| \| \| \| Sericipterus wucaiwanensis \| \| \| \| |
|  |                                                                                                |
|  | Angustinaripterus longicephalus                                                                |
|  |                                                                                                |
|  | Sericipterus wucaiwanensis                                                                     |
|  |                                                                                                |

|  | Angustinaripterus longicephalus |
|  |                                 |
|  | Sericipterus wucaiwanensis      |
|  |                                 |

|  | Cacibupteryx caribensis   |
|  |                           |
|  | Nesodactylus hesperius    |
|  |                           |
|  | Rhamphorhynchus muensteri |
|  |                           |

|  | Harpactognathus gentryii                                                                       |
|  |                                                                                                |
|  | \| \| Angustinaripterus longicephalus \| \| \| \| \| \| Sericipterus wucaiwanensis \| \| \| \| |
|  |                                                                                                |
|  | Angustinaripterus longicephalus                                                                |
|  |                                                                                                |
|  | Sericipterus wucaiwanensis                                                                     |
|  |                                                                                                |

|  | Angustinaripterus longicephalus |
|  |                                 |
|  | Sericipterus wucaiwanensis      |
|  |                                 |

|  | Cacibupteryx caribensis   |
|  |                           |
|  | Nesodactylus hesperius    |
|  |                           |
|  | Rhamphorhynchus muensteri |
|  |                           |

|  | Harpactognathus gentryii                                                                       |
|  |                                                                                                |
|  | \| \| Angustinaripterus longicephalus \| \| \| \| \| \| Sericipterus wucaiwanensis \| \| \| \| |
|  |                                                                                                |
|  | Angustinaripterus longicephalus                                                                |
|  |                                                                                                |
|  | Sericipterus wucaiwanensis                                                                     |
|  |                                                                                                |

|  | Angustinaripterus longicephalus |
|  |                                 |
|  | Sericipterus wucaiwanensis      |
|  |                                 |

Inoltre, Bennett (2014) sostenne che Harpactognathus non potesse appartenere a Scaphognathinae a causa dei suoi denti sottili e compressi lateralmente che contrastano con quelli di Scaphognathus. Bennett, supponendo che la mandibola appartenga allo stesso individuo dell'olotipo, ha osservato che il ramo poco profondo e la punta edentula (senza denti) della mandibola escludono Harpactognathus dall'essere un membro di Scaphognathinae, una posizione supportata da analisi filogenetiche.

## Paleobiologia
È stato ipotizzato che gli scaphognathidi fossero predatori aerei specializzati in ambienti d'acqua dolce nell'entroterra. Tuttavia, pubblicazioni più recenti hanno suggerito che gli scaphognathidi non fossero realmente specializzati ad una dieta piscivora (a base di pesce) e fossero più probabilmente predatori terrestri di piccoli vertebrati o generalisti simili ai corvidi. Harpactognathus è stato ritrovato nella Formazione Morrison, una formazione fossile dell'entroterra che non presenta sedimenti marini. Sulla base della presenza di scaphognathidi in depositi fluviali o lacustri, è stato ipotizzato che quest'ultimi, insieme ad Harpactognathus, prediligessero ambienti d'acqua dolce nell'entroterra in contrasto con i rhamphorhynchidi che preferivano ambienti costieri. Questa ipotesi è stata supportata da Andres e Xu (2010), che nella loro descrizione di Sericipterus hanno sottolineato che i crani robusti e larghi e i denti altamente curvi di Sericipterus, Angustinaripterus e Harpactognathus non fossero adattati a trattenere prede scivolose come i pesci o all'interazione con la superficie d'acqua, supportando l'idea che fossero carnivori terrestri che si nutriva di animali più piccoli.

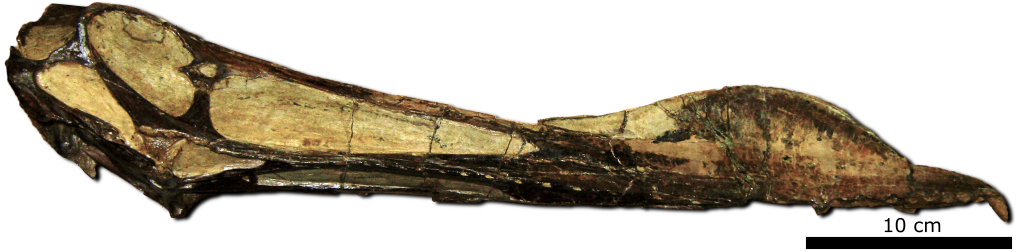
Cranio di Anhanguera, un altro pterosauro crestato

Creste craniche sono state ritrovate in varie famiglia all'interno di Pterosauria, ma sono piuttosto rare all'interno dei rhamphorhynchidi. La cresta di Harpactognathus è insolita in quanto continua fino all'apice del rostro, una caratteristica non presente nelle creste di altri pterosauri come i tapejaridi o i ctenochasmatoidei. Carpetner et al. (2003) hanno ipotizzato che la funzione della cresta di Harpactognathus avessero uno scopo espositivo, come osservato in altri pterosauri come Pteranodon e Anhanguera le cui creste sono sessualmente dimorfiche o fungevano da struttura espositiva per attrarre un partener o per intimidire i rivali. La cresta di Harpactognathus probabilmente era estesa anche da strutture di tessuti molli, come quelle di Tapejara, rendendolo più grande di quanto si possa evincere dalla parte ossea conservata.

## Paleoecologia

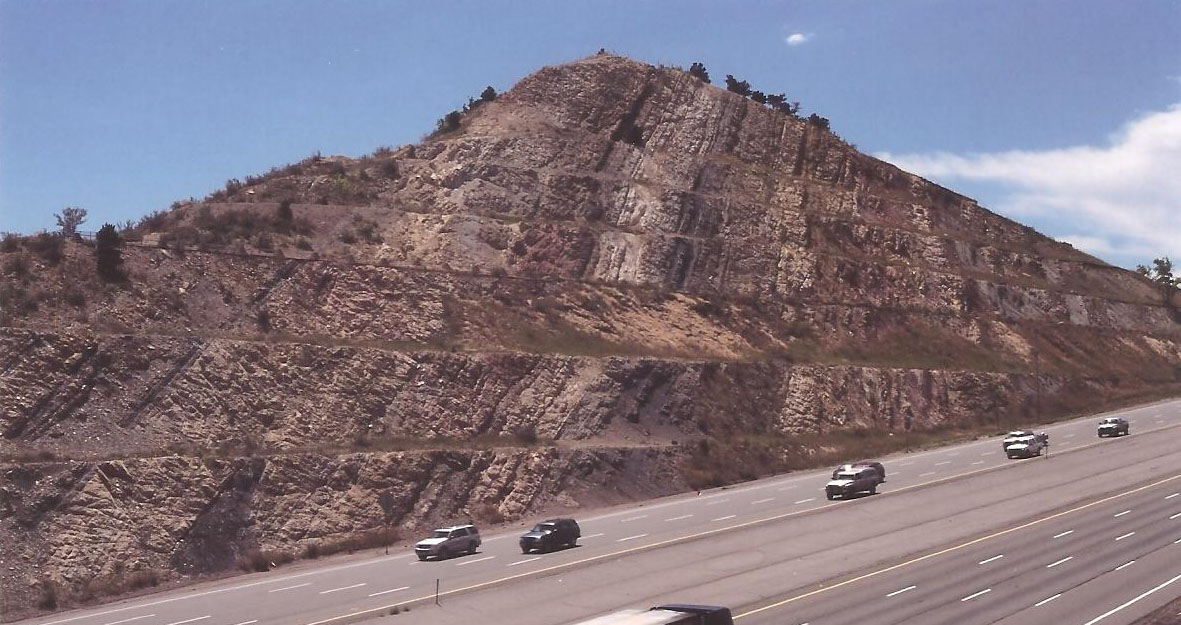
Un taglio stradale del Dinosaur Ridge, una località nella Formazione Morrison

La Formazione Morrison è una sequenza di sedimenti marini e alluvionali poco profondi che, secondo la datazione radiometrica, varia tra i 156,3 milioni di anni alla sua base, e i 146,8 milioni di anni fa alla sommità, il che la colloca nelle fasi del tardo Oxfordiano, Kimmeridgiano e Titoniano inferiore del Giurassico superiore. Questa formazione è interpretata come un ambiente semi-arido con distinte stagioni umide e secche. Il bacino di Morrison, dove vivevano pterosauri e dinosauri, si estendeva dal Nuovo Messico all'Alberta e al Saskatchewan e si formò quando i precursori della Front Range delle Montagne Rocciose iniziarono a spingersi verso ovest. I depositi dai loro bacini di drenaggio rivolti a est furono trasportati da torrenti e fiumi e depositati in pianure paludose, laghi, canali fluviali e pianure alluvionali. Questa formazione è simile per età e fauna alla Formazione Lourinhã in Portogallo e alla Formazione Tendaguru in Tanzania.
Gli pterosauri noti dalla Formazione Morrison includono il possibile anurognatide Mesadactylus, lo pterodactyloide Kepodactylus e il possibile ctenochasmatide Utahdactylus. Molti degli esemplari riferiti a Mesadactylus potrebbero in effetti appartenere ad altri tipi di pterosauri pterodactyloidi, illustrando una maggiore diversità di pterosauri dalla formazione precedentemente ipotizzata. I dinosauri noti dal Morrison includono i teropodi Ceratosaurus, Ornitholestes e Allosaurus, i sauropodi Apatosaurus, Brachiosaurus, Camarasaurus e Diplodocus e gli ornitischi Camptosaurus, Dryosaurus e Stegosaurus. Altri vertebrati che condividevano questo paleoambiente includevano pesci actinopterygii, rane, salamandre, tartarughe, sfenodonti, lucertole e coccodrilli. Sono comuni anche i gusci di bivalvi e lumache acquatiche. La flora del periodo è stata rivelata da fossili di alghe verdi, muschi, equiseti, cicadee, ginkgo e diverse famiglie di conifere. La vegetazione variava dalle foreste di felci arboree e felci lungo i fiumi (foreste a galleria), alle savane di felci con alberi occasionali come la conifera simile all'araucaria Brachyphyllum.